# Baek
Baek（日语： Bekku、韩语：／ Baek Hyo Won，1991年10月30日—）是日本模特兒，韓國首爾特別市出身。就讀於武藏野美術大學大學院造形研究科。經紀公司是Horipro。時裝雜誌《Zipper》的專屬模特兒。她會說韓語、日語、英語，同時亦正在學法語，擅長做甜點、刺繡和編織。

## 簡介
2011年1月，當時19歲的Baek由於對日本文化感興趣，為了升讀美術大學而前往日本。後來，她入讀了武藏野美術大學，並且在就學期間於原宿獲星探發掘。其後，她在兼顧學業的同時，作為時裝雜誌《Zipper》的專屬模特兒正式出道，同時刊登其有興趣的藝術的專欄「Baek A----rt」。
2015年5月26日，在《Zipper》讀者，女性搞笑組合森三中成員黑澤宗子介紹下，在日本電視台節目《今夜比一比》中以黑澤現在最注目的女性為名，初次出演電視節目。她惹人愛的樣貌、別樹一幟的言論和自虐發言，而被稱為「不可思議擔當」，籍此加入了Horipro後，作為電視藝人亦活躍於大大小小的綜藝節目，例如《跳吧！秋刀魚府第！！》、《櫻井有吉的危險夜會》、《我思故你在～把理想的男女具象化～》和《指原界隈》等等。
2016年2月，Baek取代暫停演藝工作的Becky，成為TBS電視台節目《中居大師說》的準班底成員，其中一集收获竹笋的场景中用Becky的头像覆盖在Baek的脸上而引起熱議。
2016年春天，她從武藏野美術大學造形學部油繪學科畢業，並且升讀大學院造形研究科。

## 出演

### 雜誌
- Zipper（日语：Zipper）（祥傳社） - 専屬模特兒、「Baek A----rt」專欄

### 綜藝節目

#### 常規
- 雖然有車…？（日语：車あるんですけど…?）（東京電視台，2016年10月16日 - 2017年2月19） - 見證人（與Tomita栞（日语：トミタ栞）每兩週交換一次）

#### 準常規
- 中居大師說（2016年2月26日 - ，TBS）
- 故鄉愛情地圖 大家都愛！（（2016年5月8日 - 2017年4月2日，NHK大阪）
- 町研參上！～你住的地方的有趣測定～（まちけん参上!〜あなたの街のおもしろ検定〜）（2017年4月9日 - ，NHK大阪）

### 網絡電視

#### 常規
- 原宿AbemaNews（日语：原宿AbemaNews）（AbemaTV） - 星期四成員

## 外部連結
- ベック -  ホリプロオフィシャルサイト（页面存档备份，存于）
- Baek A----rt＋（页面存档备份，存于）
- ベック Original Blog Web Zipper（页面存档备份，存于）
- ベックオフィシャルブログ「ベックのもしもし～」的Ameba部落格（日語）
- Baek的X（前Twitter）
- ベック的Instagram帳戶